# سیکر
سیکر (به انگلیسی: Sikar) شهری در ایالت راجستان کشور هند است، و جمعیت آن ۲۱۵٫۹۸۷ نفر است.